# 樋口新葉
樋口新葉（日語：ひぐち わかば，2001年1月2日—），生於東京都，日本女子花樣滑冰選手，現就讀明治大學（商學部）。曾獲2018年世界錦標賽銀牌、2017大獎賽總決賽第六名、2015年・2016年・2019年・2021年日本錦標賽第二名、蟬聯2015年・2016年世青賽第三名、2014大獎賽總決賽青年組第三名。2022年北京冬奧日本代表，獲團體賽銅牌。
樋口新葉能跳所有 6 種類型的三周跳，包括三周半艾克索跳。在2021年大獎賽加拿大站的自由滑中，她完成第一個在國際花滑協會官方比賽中成功的三周半艾克索跳。在連跳部分，她是史上第五位成功完成勾手跳三周連後外點冰三周的女選手。伊藤綠曾讚揚說：「我和樋口一樣都是力量強大的選手。」

### 圖集

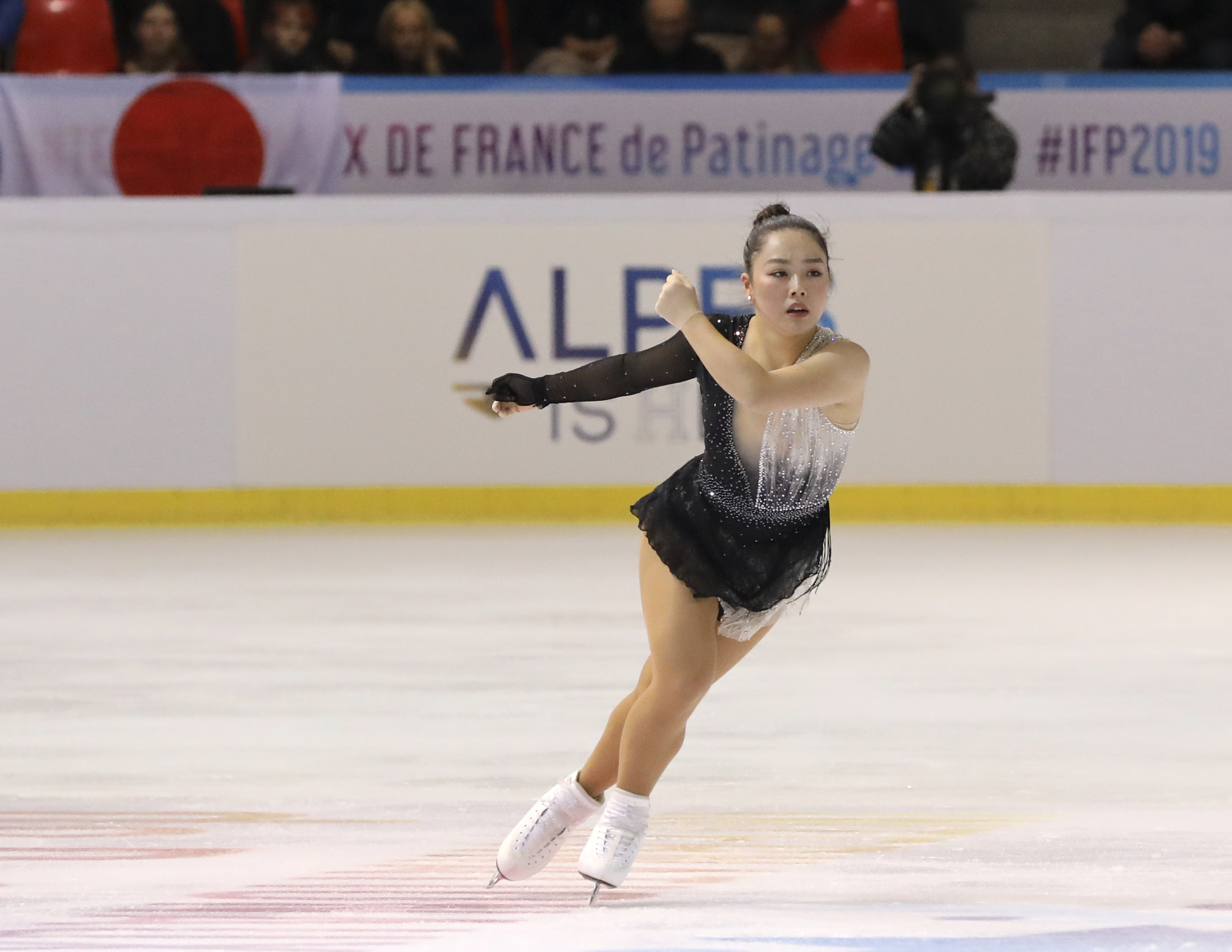
2019大獎賽法國站
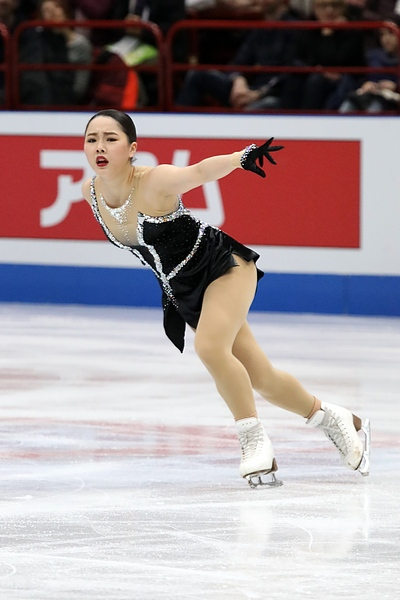
2018世錦賽
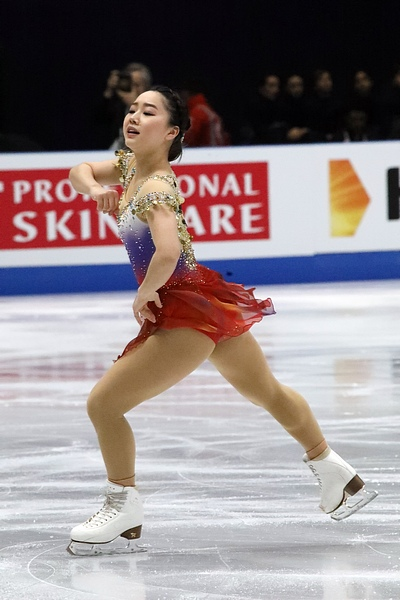
2018世錦賽
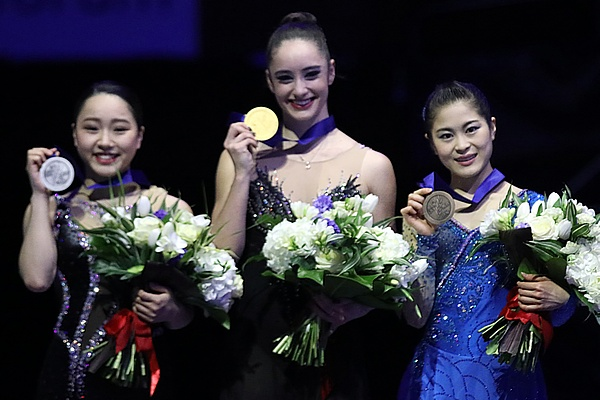
2018世錦賽銀牌
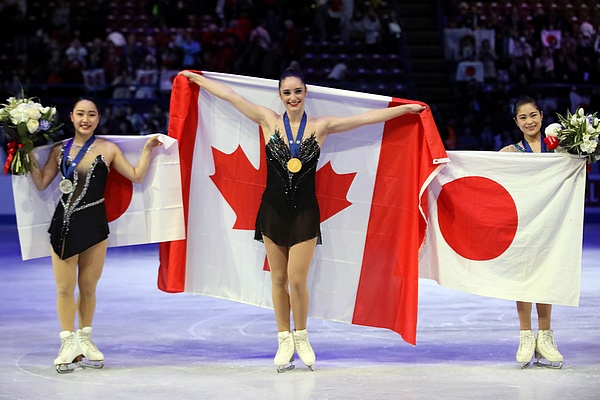
2018世錦賽銀牌
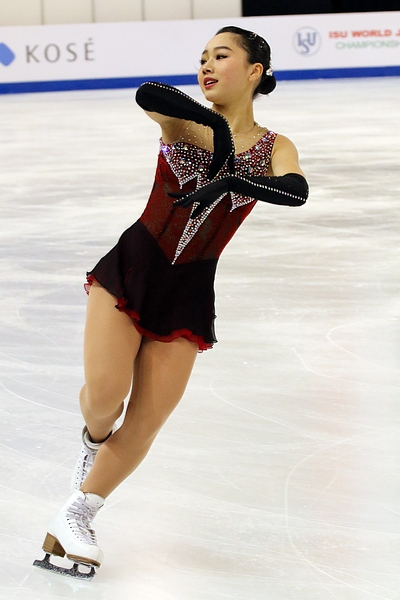
2016年世青賽
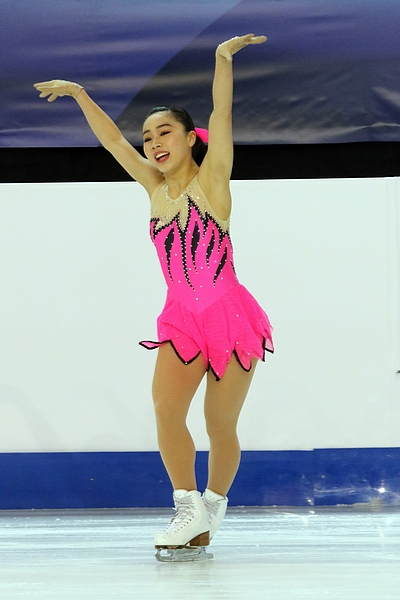
2016年世青賽
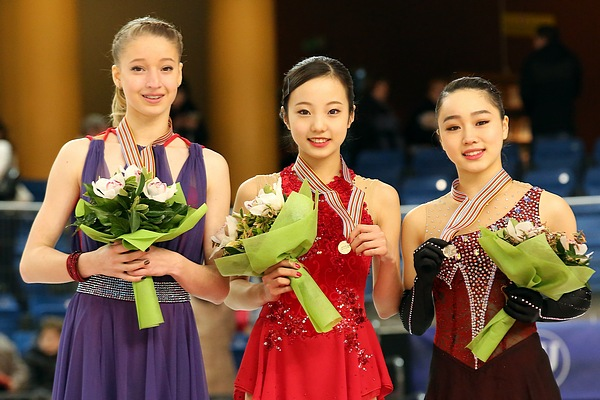
2016年世青賽銅牌
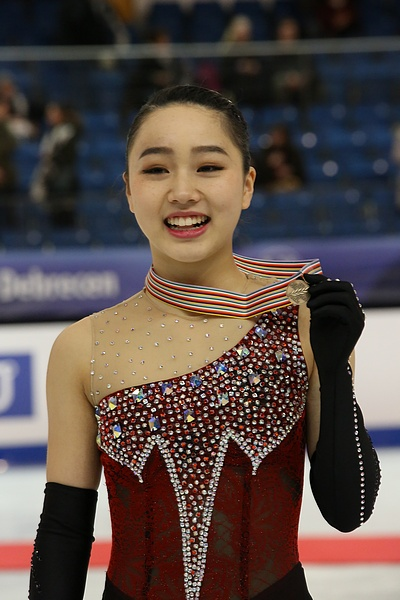
2016年世青賽銅牌
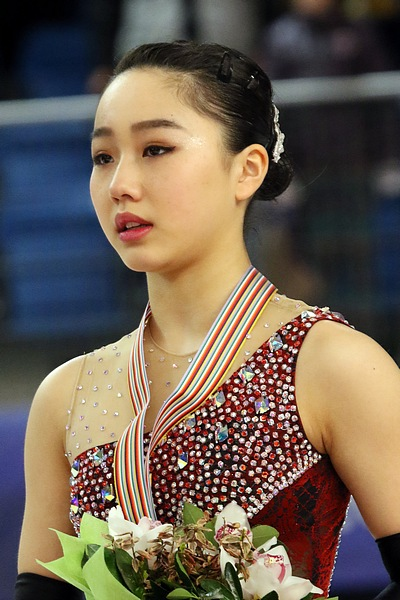
2016年世青賽銅牌
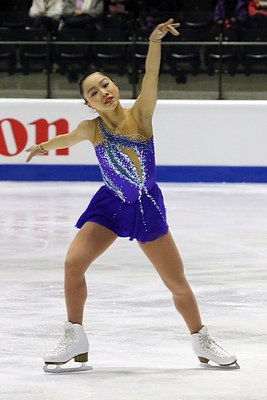
2015年世青賽
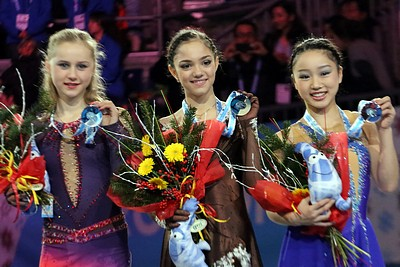
2015年世青賽銅牌

## 外部連結
- 樋口新葉在国际滑冰联盟的页面
- 日本滑冰聯盟介紹頁面
- 樋口新葉的X（前Twitter）